# 三交クリエイティブ・ライフ
株式会社三交クリエイティブ・ライフ（サンコウクリエイティブ・ライフ、英: SANCO CREATIVE LIFE Co., Ltd.）は、愛知県名古屋市にある三重交通グループホールディングス株式会社の完全子会社である。
「生活文化創造のための製品、素材、道具、工具の総合専門小売業」と称し、フランチャイズ契約に基づくハンズ（旧：東急ハンズ）店舗を営業する。

## 沿革
- 1986年（昭和61年）2月21日 - 「株式会社三交クリエイティブ・ライフ」として設立
- 1986年（昭和61年）11月 - 東急ハンズANNEX店がオープン
- 2000年（平成12年）3月 - 東急ハンズ名古屋店がオープン
- 2006年（平成18年）11月 - 東急ハンズ名古屋店リニューアルオープン。セレクトコーナー「男の書斎」新設。[1]
- 2016年（平成28年）11月 - 東急ハンズ名古屋店リニューアルオープン。5階のビューティー用品売り場1.4倍に拡充。
- 2021年（令和3年）10月 - 東急ハンズANNEX店が閉店[2]。

## 店舗

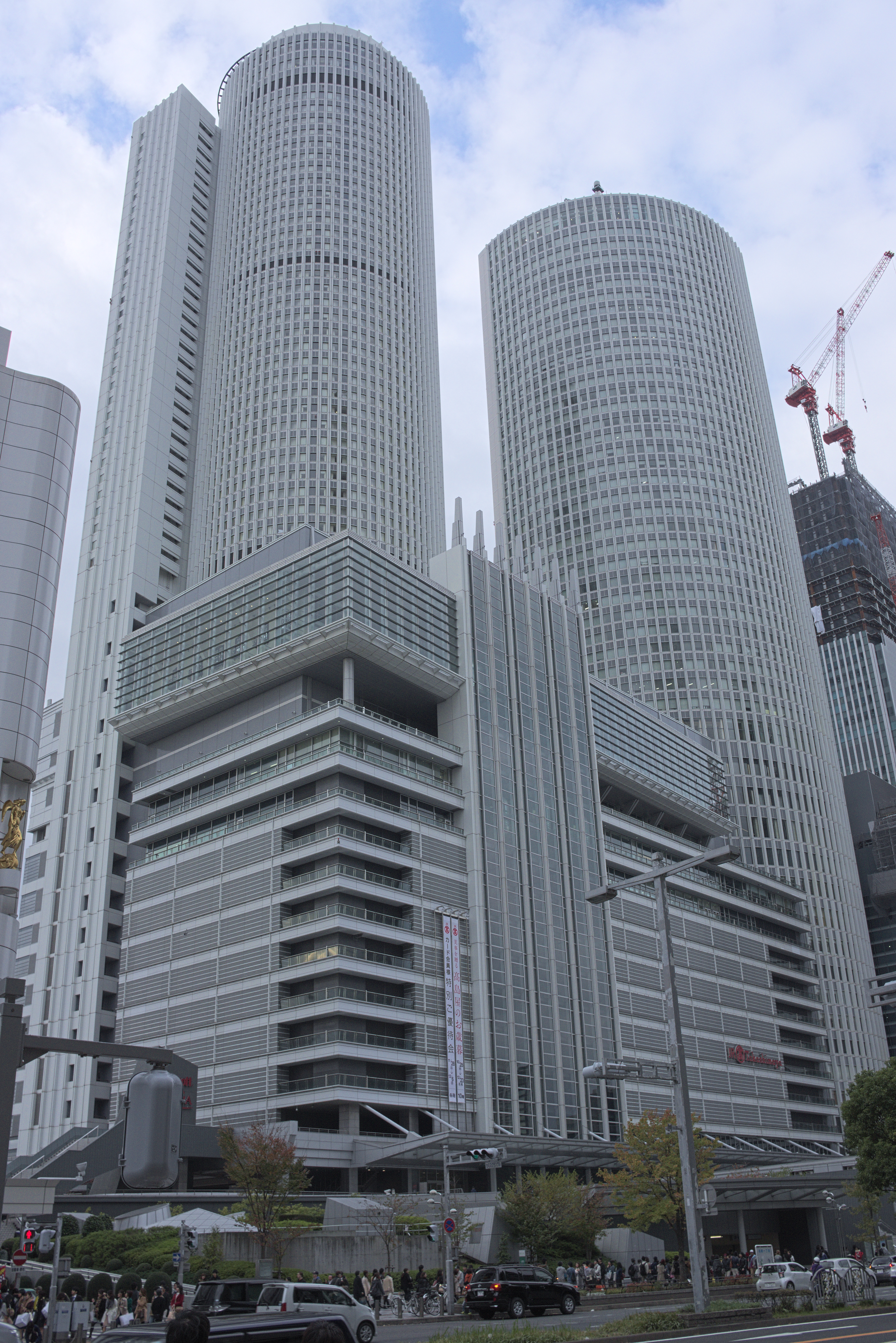
ハンズ名古屋店が出店しているジェイアール名古屋タカシマヤ
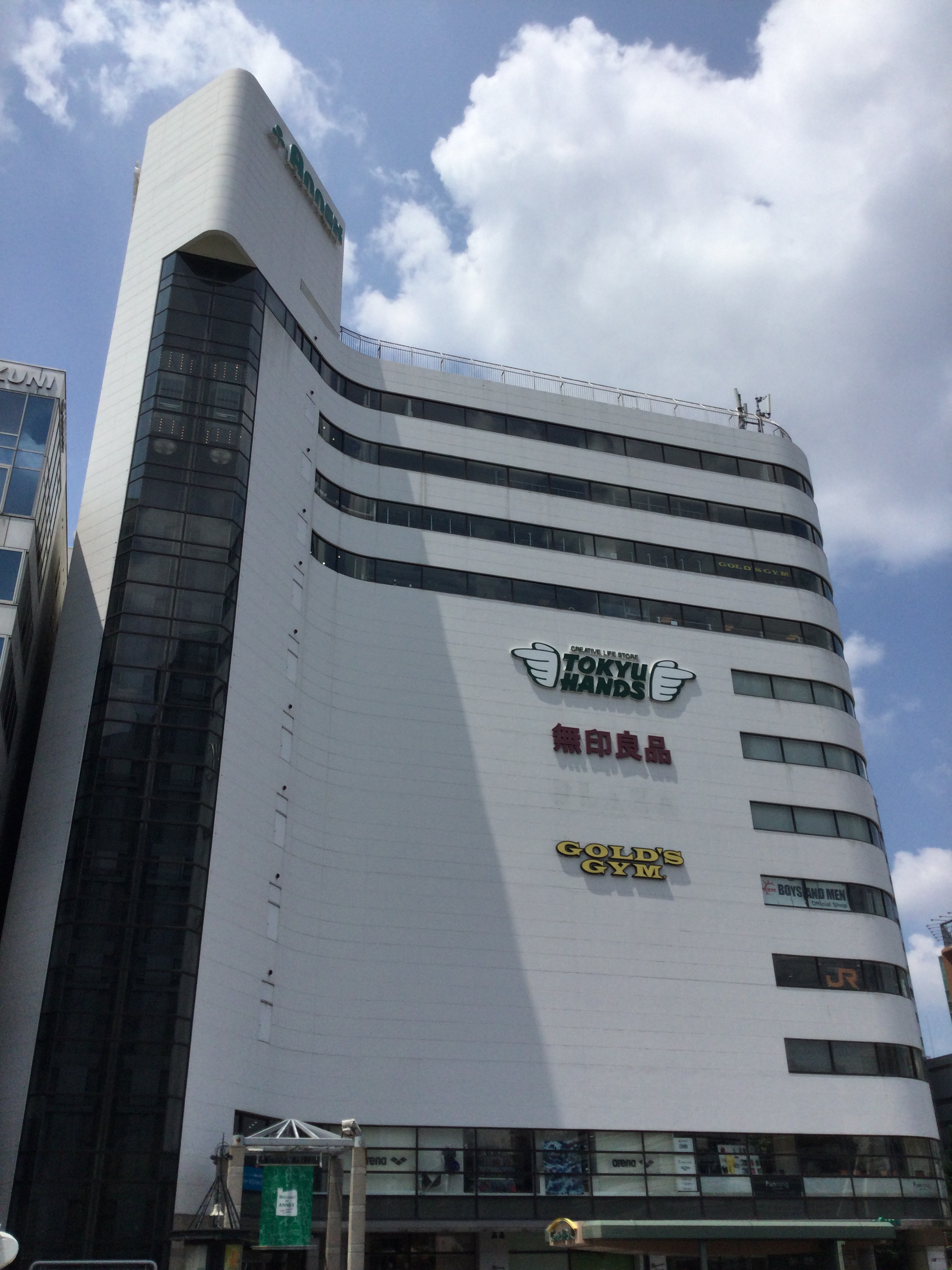
東急ハンズANNEX店が出店していたセントラルパークアネックス

現存店舗
ハンズ名古屋店
- ジェイアール名古屋高島屋内、5階から11階まで入居している名古屋2号店。名駅エリアで全7フロアを展開。店舗面積約7,432平方メートルの店舗。商品はフルライン展開している。
- 2016年11月、5階のビューティー用品売り場も1.4倍に拡充。名古屋店独自の6つのコーナーも新設する。手仕事による伝統の器や民芸品などを全国から集めた「時トクラス」や、自然素材にこだわったオーガニック系の化粧品などをそろえた「ナチュレファボリ」など。世界各国のナチュラルせっけんも体験が出来る。

閉鎖店舗
東急ハンズANNEX店（1986年11月1日開店 - 2021年10月17日閉店）
- 東急ハンズの名古屋1号店。名古屋の栄エリアにあるセントラルパークアネックスの、全4フロア（5階から8階まで）に入居していた約2,960平方メートルの店舗。
- 閉店が発表された時点で、栄エリアへの再出店は予定しているものの、その時点では移転先や開業時期は未定としていた。その後、再出店先が松坂屋名古屋店南館地下1階となることが発表されるとともに、同店は当社の子会社である三交シーエルツーが営業するものとされた。

これらの店舗は他地域で提供されている一部のサービスが利用できない。ただし、HANDS CLUB CARDのサービスは2012年10月1日よりANNEX店・名古屋店の2店舗でも開始された。代わって、文具フロアで一定価格の購入ごとに配られていた割引チケット（ハンズ文具チケット）が2012年9月30日で終了した。
米アリゾナ州で開催される世界最大の原石・化石の即売会でバイヤーが現地で買い付けた品の展示即売会「ミネラルロマンス」は数百円～数十万円のものまで幅広く取り揃え、賑わいを見せている。
フランチャイズ店舗のため、ハンズ（旧・東急ハンズ）と直接の資本関係は無い。
三重県桑名市の桑名店、名古屋市のモゾワンダーシティ店・名古屋松坂屋店は当社の子会社である株式会社三交シーエルツーの運営である。